# Joseph Paccolat
Joseph Paccolat (* 29. März 1823 in Collonges; † 5. April 1909 in Saint-Maurice) war ein Schweizer römisch-katholischer Abtbischof der Gefreiten Abtei Saint-Maurice.

## Leben
Er wurde geboren als Sohn des Jean-Isidore Paccolat und dessen Ehefrau Catherine geb. Pochon. Nach dem Besuch des Kollegiums von Saint-Maurice trat er in das Noviziat der Abtei Saint-Maurice ein und legte 1843 die Profess ab. Am 19. April 1851 empfing er das Sakrament der Priesterweihe. Von 1850 bis 1858 wirkte er als Lehrer am Kollegium Saint-Maurice, von 1854 bis 1858 war er Sekretär des Kapitels von Saint-Maurice. Als Seelsorger wirkte Joseph Paccolat 1860–1862 in der Pfarrei Bagnes, 1862–1874 in Vollèges und 1874–1888 in Vétroz.
Das Ordenskapitel wählte ihn am 4. Dezember 1888 zum Abt von Saint-Maurice. Daraufhin ernannte Papst Pius X. ihn am 5. Februar 1889 zum Titularbischof von Betlehem. Die Bischofsweihe spendete ihm am 5. Mai 1889 Gaspard Mermillod, Bischof von Lausanne und Genf; Mitkonsekratoren waren Adrien Jardinier, Bischof von Sitten, und Jules-François Philippe MSFS, Koadjutorbischof von Visakhapatnam in Indien.

## Wirken
Joseph Paccolat liess 1893–1894 das Kollegium vergrössern und gründete ein Vikariat in Vollèges. Abgesehen von seinen Reisen nach Rom, wo er mit den Päpsten Leo XIII. und Pius X. zusammentraf, verliess er nur selten die Abtei.

## Ehrungen
- Träger des St.-Mauritius- und -Lazarusordens